# Brauerei Gebr. Maisel
Brauerei Gebr. Maisel KG (en español, «Cervecería Hermanos Maisel») es una empresa cervecera alemana ubicada en Bayreuth, Baviera, especialmente conocida por su cerveza de trigo. Fundada en 1887, es la cuarta mayor productora de cerveza de trigo en Alemania, con una producción anual de alrededor de 410 000 hectolitros, empleando a 160 trabajadores.

## Historia
La empresa fue fundada en 1887 por los hermanos Eberhardt y Hans Maisel en la ciudad de Bayreuth, en la Alta Franconia. En 1955, la cervecería introdujo Maisel's Weisse, una línea de cervezas de trigo por las que son más conocidas.
En 2001, la familia Maisel vendió una participación del 35% a Veltins, que fue comprada en diciembre de 2005, aunque las dos cervecerías aún cooperan en la distribución. En 2017 fue premiada como mejor cerveza por la Asociación de Cerveceros de Baviera y la Asociación de Hoteles y Restaurantes de Baviera.

## Cervezas
- Maisel's Weisse Original
- Maisel's Weisse Light
- Maisel's Weisse Alkoholfrei
- Maisel's Weisse Dunkel
- Maisel's Weisse Kristall
- Bayreuther Bio-Weisse
- Maisel's Pilsner
- Edelhopfen Extra
- Kritzenthaler Alkoholfreies Pilsner (desde 2017)[4]

## Museo

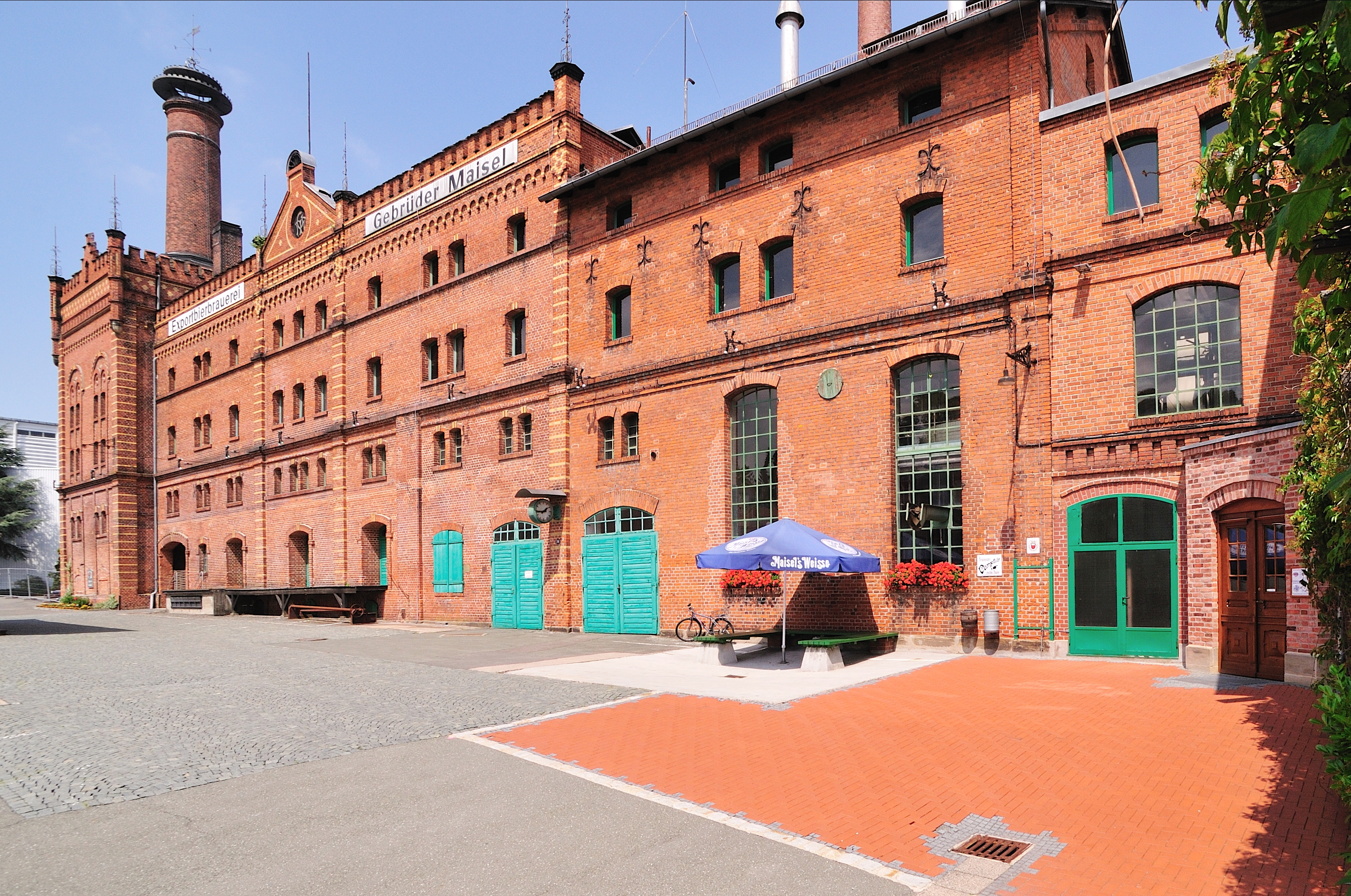
Museo de la cerveza de Maisel en Bayreuth.

Desde 2016, el museo de la cerveza, la gastronomía "Liebesbier" y la cervecería se han combinado bajo la marca Maisel's Bier-Erlebnis-Welt. La cervecería de Maisel y el museo de la gastronomía en la antigua fábrica de cerveza fueron incluidos en el Libro Guinness de los Récords por los vasos y jarras de cerveza, los letrero y la colección de esterillas de cerveza en 1988 como el "museo de cerveza más grande del mundo".